# Consiliul Turcic

Sediul central al consiliului turcic.

Consiliul turcic, oficial Consiliul de cooperare al statelor vorbitoare de turcă, este o organizație internațională care cuprinde unele țări turcice. Este o organizație interguvernamentală al cărei scop general este promovarea cooperării cuprinzătoare între statele turcești. A fost fondată la 3 octombrie 2009 în Nahicevan. Ideea înființării acestui consiliu cooperativ a fost propusă pentru prima dată de președintele kazah Nursultan Nazarbaev în 2006.
Secretariatul General se află la Istanbul, Turcia. Țările membre sunt Azerbaidjan, Kazahstan, Kârgâzstan, Turcia și Uzbekistan. Turkmenistanul nu este în prezent membru oficial al consiliului din cauza statutului său neutru. Cu toate acestea, în mod implicit al moștenirii sale turcești, este un posibil viitor membru al consiliului.  Uzbekistanul și-a anunțat intenția de a se alătura consiliului la 30 aprilie 2018  și a solicitat oficial aderarea la 12 septembrie 2019.  De la sfârșitul anului 2018, Ungaria este observator și poate solicita în curând calitatea de membru deplin în Consiliul turc. 
În 2020, viceministrul ucrainean de externe Emine Ceppar a declarat că Ucraina dorește să fie un observator. 